# Viorel Cibotaru
Viorel Cibotaru (n. 19 aprilie 1958, Chișinău, RSS Moldovenească, URSS) este un politician, fost jurnalist și analist politic din Republica Moldova, care din 18 februarie 2015 până la 30 iulie 2015 a îndeplinit funcția de Ministru al Apărării al Republicii Moldova. În perioada 2016-2018 a fost președintele Partidului Liberal Democrat din Moldova.

## Biografie
Viorel Cibotaru s-a născut pe 19 aprilie 1958 în Chișinău. Între anii 
1975-1980 a studiat jurnalismul la Universitatea de Stat din Moldova, iar între 1981-1986 și-a făcut studiile postuniversitare, devenind doctor în științe filologice.
În 1987 a susținut un stagiu la Facultatea de Jurnalistică de la Universitatea „M.Lomonosov” din Moscova și în același an obține titlul de doctor în științe filologice. Între 1985-1988 a fost lector la Facultatea de Jurnalistică de la Universitatea de Stat din Moldova.
În 1988-1992 a fost prim locțiitor al șefului Direcției educație și cultură, șef al Sectorului relații interetnice, șef al Centrului informațional al Consiliului republican al sindicatelor din Moldova și redactor-șef-adjunct la ziarul „Vocea Poporului”.
În 1992 i se conferă gradul de maior.
În anii 1992-1995 a fost redactor-șef al ziarului „Oastea Moldovei”, publicație a Ministerului Apărării. În 1995-1997 a fost șef al Secretariatului de presă al Ministerului Apărării.
În 1996 este trecut din serviciu activ în rezervă, iar în 1997 i se conferă gradul de locotenent colonel.
Între 1997-1999 a fost șef al Direcției relații externe a Ministerului Apărării. În anul 
1999 a fost locțiitor al Comandantului Forțelor de menținere a păcii ale Republicii Moldova, și pe parcursul lunilor iulie-decembrie a fost lector superior, Facultatea de Jurnalism și Științe ale Comunicării de la Universitatea de Stat din Moldova. Din decembrie 1999 până în iunie 2013 a fost conferențiar universitar la catedra de jurnalism a Facultății de Jurnalism și Științe ale Comunicării de la Universitatea de Stat din Moldova.
Între 2000-2006 a fost director de programe la Institutul de Politici Publice (IPP). Din 2006 este director al Colegiului Invizibil din Moldova, Director al Institutului European de Studii Politice din Moldova. Între 2008-2010 a fost director al Centrului de Informare și Documentare despre NATO din Republica Moldova. Din 2009 este membru Asociat Superior, coordonator de program în Nepal al Centrului de la Geneva pentru Controlul Democratic al Forțelor Armate.
Pe 18 februarie 2015 a fost numit în funcția de ministru al Apărării al Republicii Moldova, pe care a exercitat-o până la 30 iulie 2015, când în noul guvern a fost înlocuit în funcție de liberalul Anatol Șalaru.
La data de 18 iunie 2016, a avut loc Congresul Național al Partidului Liberal Democrat din Moldova. Candidații Valeriu Streleț, Liliana Palihovici, Tudor Deliu și Vadim Pistrinciuc, și-au retras candidaturile în favoarea lui Viorel Cibotaru. Astfel, Cibotaru a fost ales președinte al partidului.

## Viața personală
Viorel Cibotaru este căsătorit și are un copil. Înafară de limba română el mai vorbește limbile engleză, franceză, rusă și italiană.

## Distincții militare
- Medalia ”În Slujba Patriei”, gradul 1[2]
- Medalia ”20 de ani ai Armatei Naționale”
- Crucea ”Pentru Merit”, clasa 1
- Crucea ”Pentru Serviciu Impecabil”, clasa 1

## Publicații
A scris patru cărți și 80 articole științifice și publicistice, publicate la edituri, în ediții de specialitate, reviste, ziare sau pe internet.